# World Chess Hall of Fame
A World Chess Hall of Fame múzeum (Sakkhírességek csarnoka) az Amerikai Egyesült Államokban, a Missouri állambeli Saint Louisban található.
A nonprofit múzeum a világ egyetlen olyan intézménye, amely programjaiban a művészet és a sakk dinamikus kapcsolatát mutatja be. A sakkhírességeket magába foglaló csarnok két részből áll: az egyikbe az amerikai hírességeket (US Chess Hall of Fame), a másikba a világ más országaiból származó hírességeket választják be.
Az amerikai szekcióban négy magyar, Élő Árpád, Benkő Pál, Herman Steiner és Polgár Zsuzsa, a világszekcióban Réti Richárd és Polgár Judit is a tagok között található.

## Története
1984-ben alapították Steven Doyle, az Amerikai Sakkszövetség akkori elnöke ötlete alapján. Megnyitására 1986-ban a New York állambeli New Windsorban került sor. Helyszíne többször is változott: New Windsorból először Washingtonba, majd Miamibe, végül 2011-ben került jelenlegi helyére, a missouri állambeli Saint Louisba.
1986-ban még csak a US Chess Hall of Fame részleg alakult meg, és egy kis múzeum tartozott hozzá. A múzeumban Bobby Fischer által aláírt néhány orosz sakk-könyv, Paul Morphy ezüst sakk-készlete és az elmúlt időszak nagymestereit bemutató tablók voltak láthatók.
A múzeum 1992-ben költözött át Washingtonba, ahol az Amerikai Sakkszövetség vette át a kezelését. A kiállított tárgyak közé bekerült az amerikai sakkválogatott által az 1933-as sakkolimpián nyert trófea, valamint több különleges sakkasztal és sakk-készlet. A múzeumban a látogatóknak lehetőségük nyílt egy sakkszámítógép elleni játékra. 2001-re a kollekció kibővült a csarnok tagjairól készített tablókkal.
2001-ben a múzeum Miamibe költözött, és World Chess Hall of Fame and Sidney Samole Museum néven volt látogatható. Kiállítási tárgyai jelentősen bővültek készletekkel, könyvekkel, nagy nemzetközi versenyek emléktárgyaival, fényképekkel, érmekkel, trófeákkal és újságokkal.
2011 óta található jelenlegi helyén. Az állandó kiállítás mellett időszaki kiállításokon mutatják be a Hall of Fame régi és új tagjait, a sakktörténelem nevezetes eseményeit, versenyeit, híres játszmáit és a sakkozás gazdag kultúrtörténetét. Itt már kiállítási tárgyként tekinthető meg az első kereskedelmi forgalomba került sakkszámítógép.
2011-től évente több alkalommal rendeznek művészeti performanszokat, amelyek során a sakk és a művészetek kölcsönhatása áll a középpontban.

## A Hall of Fame tagjai
A Hall of Fame két részből áll. Az egyik az amerikai sakkélet hírességeinek csarnoka, a másik a világ más nemzeteinek versenyzőiből beválogatott hírességek csarnoka. Az amerikaiak csarnokába 1986 óta 57 tagot, a világhírességek csarnokába 2001 óta 27 tagot választottak.

### Érdekességek
- Bobby Fischer, Paul Morphy és Wilhelm Steinitz mindkét csarnok tagja.
- Hat magyar tagja is van a Sakkhírességek csarnokának: Élő Árpád, Benkő Pál, Herman Steiner és Polgár Zsuzsa az amerikai csarnokban, ennek magyarázata, hogy mindannyian hosszabb ideig Amerikában éltek, és részben amerikai állampolgárként lettek híresek. A Pozsony mellett született, magyarul nem beszélő Réti Richárd, és Polgár Judit pedig a világcsarnokban.

### A US Chess Hall of Fame tagjai
Az alapítás évében, 1986-ban nyolc tagot választottak be, ezt követően minden évben átlagosan két taggal bővült a tagság.
| Ssz. | Név                                | Tagság éve | Megj.  |
| ---- | ---------------------------------- | ---------- | ------ |
| 1    | Reuben Fine (1914–1993)            | 1986       | [ 2 ]  |
| 2    | Bobby Fischer (1943–2008)          | 1986       | [ 3 ]  |
| 3    | Isaac Kashdan (1905–1985)          | 1986       | [ 4 ]  |
| 4    | George Koltanowski (1903–2000)     | 1986       | [ 5 ]  |
| 5    | Frank Marshall (1877–1944)         | 1986       | [ 6 ]  |
| 6    | Paul Morphy (1837–1884)            | 1986       | [ 7 ]  |
| 7    | Harry Pillsbury (1872–1906)        | 1986       | [ 8 ]  |
| 8    | Samuel Reshevsky (1911–1992)       | 1986       | [ 9 ]  |
| 9    | Sam Loyd (1841–1911)               | 1987       | [ 10 ] |
| 10   | Wilhelm Steinitz (1836–1900)       | 1987       | [ 11 ] |
| 11   | Élő Árpád (1903–1992)              | 1988       | [ 12 ] |
| 12   | Hermann Helms (1870–1963)          | 1988       | [ 13 ] |
| 13   | Al Horowitz (1907–1973)            | 1989       | [ 14 ] |
| 14   | Hans Berliner (1929– )             | 1990       | [ 15 ] |
| 15   | John W. Collins (1912–2001)        | 1991       | [ 16 ] |
| 16   | Arthur Dake (1910–2000)            | 1991       | [ 17 ] |
| 17   | Arnold Denker (1914–2005)          | 1992       | [ 18 ] |
| 18   | Gisela Gresser (1906–2000)         | 1992       | [ 19 ] |
| 19   | George MacKenzie (1837–1891)       | 1992       | [ 20 ] |
| 20   | Benkő Pál (1928–2019)              | 1993       | [ 21 ] |
| 21   | Victor Palciauskas (1941–)         | 1993       | [ 22 ] |
| 22   | Arthur Bisguier (1929–)            | 1994       | [ 23 ] |
| 23   | Robert Byrne (1928–2013)           | 1994       | [ 24 ] |
| 24   | Larry Evans (1932–2010)            | 1994       | [ 25 ] |
| 25   | Ed Edmondson Jr. (1920–1982)       | 1995       | [ 26 ] |
| 26   | Fred Reinfeld (1910–1964)          | 1996       | [ 27 ] |
| 27   | Kenneth Harkness (1898–1972)       | 1997       | [ 28 ] |
| 28   | Milan Vukcevich (1937–2003)        | 1998       | [ 29 ] |
| 29   | Benjamin Franklin (1706–1790)      | 1999       | [ 30 ] |
| 30   | Edmar Mednis (1937–2002)           | 2000       | [ 31 ] |
| 31   | Lubomir Kavalek (1943–)            | 2001       | [ 32 ] |
| 32   | Lev Alburt (1945–)                 | 2003       | [ 33 ] |
| 33   | Walter Browne (1949–2015)          | 2003       | [ 34 ] |
| 34   | Donald Byrne (1930–1976)           | 2003       | [ 35 ] |
| 35   | Anatolij Lejn (1931–2018)          | 2004       | [ 36 ] |
| 36   | Leonyid Samkovics (1923–2005)      | 2004       | [ 37 ] |
| 37   | Yasser Seirawan (1960–)            | 2006       | [ 38 ] |
| 38   | Irving Chernev (1900–1981)         | 2007       | [ 39 ] |
| 39   | Jeremy Gaige (1927–2011)           | 2007       | [ 40 ] |
| 40   | Joel Benjamin (1964–)              | 2008       | [ 41 ] |
| 41   | Larry Christiansen (1956–)         | 2008       | [ 42 ] |
| 42   | Nick de Firmian (1957–)            | 2008       | [ 43 ] |
| 43   | John Fedorowicz (1958–)            | 2009       | [ 44 ] |
| 44   | Burt Hochberg (1933–2006)          | 2009       | [ 45 ] |
| 45   | Diane Savereide (1954–)            | 2010       | [ 46 ] |
| 46   | Jackson Showalter (1859–1935)      | 2010       | [ 47 ] |
| 47   | Herman Steiner (1905–1955)         | 2010       | [ 48 ] |
| 48   | Borisz Gulko (1947–)               | 2011       | [ 49 ] |
| 49   | Andrew Soltis (1947–)              | 2011       | [ 50 ] |
| 50   | Alex Yermolinsky (1958–)           | 2012       | [ 51 ] |
| 51   | Gregory Kaidanov (1959–)           | 2013       | [ 52 ] |
| 52   | Mona May Karff (1912–1998)         | 2013       | [ 53 ] |
| 53   | Abraham Kupchik (1892–1970)        | 2014       | [ 54 ] |
| 54   | Jacqueline Piatigorsky (1911–2012) | 2014       | [ 55 ] |
| 55   | Alexander Shabalov (1967–)         | 2015       | [ 56 ] |
| 56   | Maurice Ashley (1966–)             | 2016       | [ 57 ] |
| 57   | Gata Kamsky (1974–)                | 2016       | [ 58 ] |
| 58   | Edward Lasker (1885–1981)          | 2017       | [ 59 ] |
| 59   | Bill Goichberg (1942–)             | 2018       | [ 60 ] |
| 60   | Alex Onischuk (1975–)              | 2018       | [ 61 ] |
| 61   | Polgár Zsuzsa (1969–)              | 2019       | [ 62 ] |
| 62   | William Lombardy (1937–2017)       | 2019       | [ 63 ] |
| 63   | Max Judd (1851–1906)               | 2019       | [ 64 ] |
| 64   | Rex Sinquefield                    | 2020       | [ 65 ] |
| 65   | Jeanne Sinquefield                 | 2020       | [ 66 ] |
| 66   | James Sherwin                      | 2021       | [ 67 ] |
| 67   | Frank Brady                        | 2021       | [ 68 ] |

### A World Chess Hall of Fame tagjai
A World Chess Hall of Fame tagjait a Nemzetközi Sakkszövetség (FIDE) jelöli.
| Ssz. | Név                              | Tagság éve | Megj.   |
| ---- | -------------------------------- | ---------- | ------- |
| 1    | José Raúl Capablanca (1888–1942) | 2001       | [ 69 ]  |
| 2    | Bobby Fischer (1943–2008)        | 2001       | [ 3 ]   |
| 3    | Emanuel Lasker (1868–1941)       | 2001       | [ 70 ]  |
| 4    | Paul Morphy (1837–1884)          | 2001       | [ 7 ]   |
| 5    | Wilhelm Steinitz (1836–1900)     | 2001       | [ 11 ]  |
| 6    | Mihail Botvinnik (1911–1995)     | 2003       | [ 71 ]  |
| 7    | Tigran Petroszján (1929–1984)    | 2003       | [ 72 ]  |
| 8    | Vaszilij Szmiszlov (1921–2010)   | 2003       | [ 73 ]  |
| 9    | Borisz Szpasszkij (1937–)        | 2003       | [ 74 ]  |
| 10   | Mihail Tal (1936–1992)           | 2003       | [ 75 ]  |
| 11   | Alekszandr Aljechin (1892–1946)  | 2004       | [ 76 ]  |
| 12   | Max Euwe (1901–1981)             | 2004       | [ 77 ]  |
| 13   | Anatolij Karpov (1951–)          | 2004       | [ 78 ]  |
| 14   | Garri Kaszparov (1963–)          | 2005       | [ 79 ]  |
| 15   | Siegbert Tarrasch (1862–1934)    | 2008       | [ 80 ]  |
| 16   | Vera Menchik (1906–1944)         | 2011       | [ 81 ]  |
| 17   | Jelizaveta Bikova (1913–1989)    | 2013       | [ 82 ]  |
| 18   | Mihail Csigorin (1850–1908)      | 2013       | [ 83 ]  |
| 19   | Nona Gaprindasvili (1941–)       | 2013       | [ 84 ]  |
| 20   | Maia Csiburdanidze (1961–)       | 2014       | [ 85 ]  |
| 21   | Paul Keres (1916–1975)           | 2014       | [ 86 ]  |
| 22   | Olga Rubcova (1909–1994)         | 2015       | [ 87 ]  |
| 23   | Ljudmila Rudenko (1904–1996)     | 2015       | [ 88 ]  |
| 24   | Carl Schlechter (1874–1918)      | 2015       | [ 89 ]  |
| 25   | David Bronstejn (1924–2006)      | 2016       | [ 90 ]  |
| 26   | Sonja Graf (1908–1965)           | 2016       | [ 91 ]  |
| 27   | Howard Staunton (1810–1874)      | 2016       | [ 92 ]  |
| 28   | Johannes Zukertort (1842–1888)   | 2016       | [ 93 ]  |
| 29   | Paula Kalmar-Wolf (1880–1931)    | 2017       | [ 94 ]  |
| 30   | Viktor Korcsnoj (1931–2016)      | 2017       | [ 95 ]  |
| 31   | Alla Kusnyir (1941–2013)         | 2017       | [ 96 ]  |
| 32   | Kira Zvorikina (1919–2014)       | 2018       | [ 97 ]  |
| 33   | Réti Richárd (1889–1929)         | 2018       | [ 98 ]  |
| 34   | Aaron Nimzowitsch (1886–1935)    | 2018       | [ 99 ]  |
| 35   | Mark Tajmanov (1926–2016)        | 2019       | [ 100 ] |
| 36   | Akiba Rubinstein (1882–1961)     | 2019       | [ 101 ] |
| 37   | Hszie Csün (1970–)               | 2019       | [ 102 ] |
| 38   | Polgár Judit (1976–)             | 2021       | [ 103 ] |
| 39   | Eugene Torre (1951–)             | 2021       | [ 104 ] |
| 40   | Miguel Najdorf (1910–1997)       | 2021       | [ 105 ] |